# Грушув-Великий
Грушув-Великий (пол. Gruszów Wielki) — село в Польщі, у гміні Домброва-Тарновська Домбровського повіту Малопольського воєводства.
Населення — 1176 осіб (2011).
У 1975-1998 роках село належало до Тарновського воєводства.

## Демографія
Демографічна структура станом на 31 березня 2011 року:
|          | Загалом | Допрацездатний вік | Працездатний вік | Постпрацездатний вік |
| -------- | ------- | ------------------ | ---------------- | -------------------- |
| Чоловіки | 609     | 123                | 432              | 54                   |
| Жінки    | 567     | 127                | 331              | 109                  |
| Разом    | 1176    | 250                | 763              | 163                  |